# 내부수익률
내부수익률(內部利益率法, internal rate of return, 줄여서 IRR)이란 어떤 사업에 대해 사업기간 동안의 현금수익 흐름을 현재가치로 환산하여 합한 값이 투자지출과 같아지도록 할인하는 이자율을 말한다. 내부수익률법이란 투자에 관한 의사결정에서 내부수익률을 고려하는 방법이다. 내부수익률과 자본 비용을 비교하여 수익률이 높으면 투자로부터 수익을 얻을 수 있다. 여러 개의 투자안이 있을 때에는 수익률이 높은 쪽을 투자하는 것이 유리하다.

## 계산 방법
내부수익률을 구하기 위해서는 다음 식을 만족시키는 {\displaystyle r} 값을 찾아야 한다.
{\displaystyle {\mbox{NPV}}=\sum _{t=0}^{N}{\frac {C_{t}}{(1+r)^{t}}}=0}

### 예
| 해(年) | 현금 흐름 |
| ------ | --------- |
| 0      | -100      |
| 1      | +64       |
| 2      | +70       |
| 3      | +49       |
| 4      | +92       |

내부수익율 (IRR)
{\displaystyle {\mbox{IRR}}=-100+{\frac {64}{(1+r)^{1}}}+{\frac {70}{(1+r)^{2}}}+{\frac {49}{(1+r)^{3}}}+{\frac {92}{(1+r)^{4}}}=0\Rightarrow r\approx 54.64\%}
IRR = r,
IRR = 54.64%
순현재가치 (NPV)
r = IRR = 54.64%,
{\displaystyle {\mbox{NPV}}=-100+{\frac {64}{(1+54.64\%)^{1}}}+{\frac {70}{(1+54.64\%)^{2}}}+{\frac {49}{(1+54.64\%)^{3}}}+{\frac {92}{(1+54.64\%)^{4}}}=0.00}

## 같이 보기
- 순현재가치
- 회계적이익률